# Presó de Carabanchel
La presó de Carabanchel va ser una presó espanyola situada en Madrid. El seu nom oficial era el de Presó Provincial de Madrid i va ser edificada pel règim franquista amb l'objectiu de cobrir les necessitats penitenciàries de la ciutat de Madrid. Va estar en funcionament 55 anys. Estava situada en el districte de Carabanchel (Madrid), entre la línia 5 del Metro de Madrid (que transcorre en superfície) i l'Avinguda de los Poblados.

## Creació
Amb prou feines acabada la Guerra Civil, i amb l'anterior presó de Madrid, la Model, pràcticament destruïda per haver estat en la línia del front, el dictador Francisco Franco va decidir construir una nova presó (fins a la finalització de les obres, els presos polítics del franquisme s'amuntegaven en la presó de Porlier). A aquest efecte, el 16 de gener de 1940 es van adquirir uns terrenys d'uns 200.000 metres quadrats en el municipi de Carabanchel Alto (llavors un poble als afores de Madrid), pertanyents a José Messía y Stuart, duc de Tamames i de Galisteo. El preu va ser de 5,25 pessetes per metre quadrat. En total, l'Estat va pagar unes 700.000 pessetes.
Les obres van començar el 20 d'abril de 1940 i van ser dutes a terme per uns 1.000 presos polítics sotmesos a treballs forçats. La presó va ser inaugurada el 22 de juny de 1944 pel ministre de Justícia, el falangista Eduard Aunós Pérez. Segons la notícia apareguda a la revista Redención, la presó era "un model en les de la seva classe, amb capacitat per 2.000 reclusos". Poc després ingressaven els primers ocupants de la presó. No obstant això, les obres van prosseguir durant anys, i fins i tot una de les seves galeries no va arribar a acabar-se mai. En créixer la ciutat de Madrid (que es va annexionar els municipis limítrofs, entre ells Carabanchel Alto, en 1948) la ciutat va quedar en el seu interior (el suburbà, posteriorment metro, passava als seus peus, entre les estacions d'Aluche i Carabanchel).

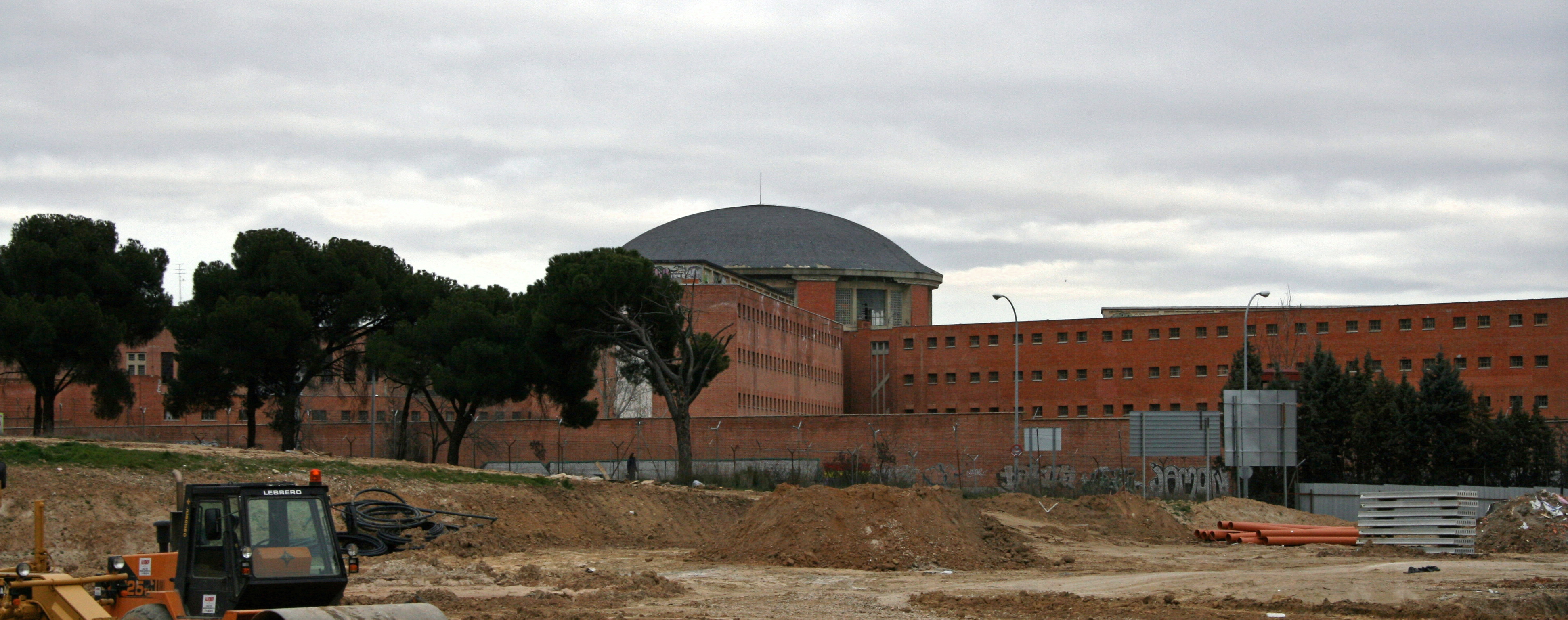
Vista de la Presó de Carabanchel des del parc de les Cruces.

La presó tenia quatre galeries i no set (la tercera, la cinquena, la sisena i la setena).
Durant la dictadura, la presó de Carabanchel va ser l'últim estatge de molts ajusticiats, com José María Jarabo, acusat de quatre assassinats, que va ser executat, mitjançant garrot vil el 4 de juliol de 1959. També van sofrir el mateix mètode d'execució el 1963 els anarquistes Francisco Granados Gata i Joaquín Delgado Martínez. En 1975, Xosé Humberto Baena Alonso, José Luis Sánchez Bravo i Ramón García Sanz, membres del FRAP condemnats a mort, van passar aquí les seves últimes hores, abans de ser executats a Hoyo de Manzanares, en les que serien les últimes execucions del franquisme. També van estar empresonats aquí, en la sisena galeria (destinada a presos polítics), nombrosos opositors a la dictadura, com el sindicalista Marcelino Camacho, dirigent de Comissions Obreres, José Luis López de Lacalle o Simón Sánchez Montero.

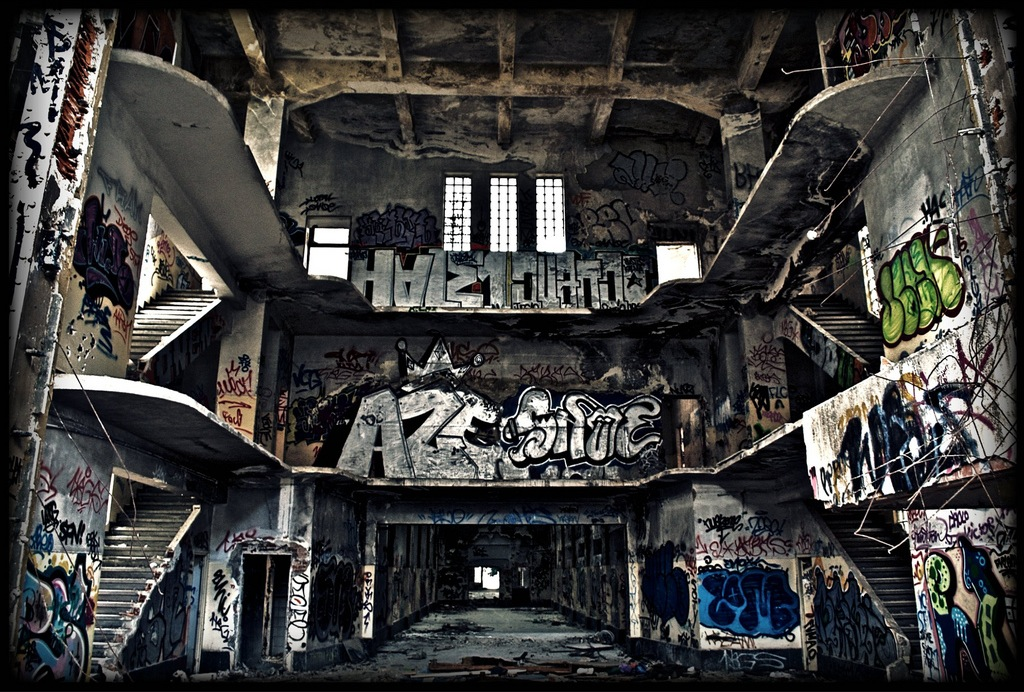
Interior de la presó de Carabanchel abans de ser enderrocada.

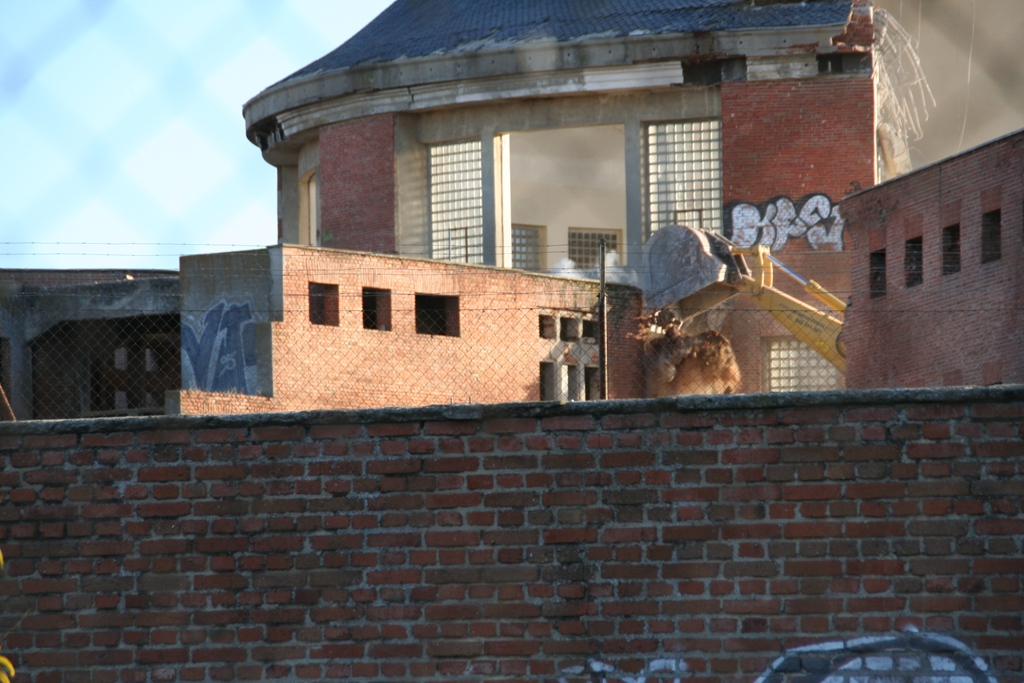
Instant de l'enderrocament de la cúpula de la presó.

Durant els últims anys del règim franquista i primers de la transició, Carabanchel va ser testimoni de diversos motins promoguts per la Coordinadora de Presos Españoles en Lucha (COPEL) que reclamava amnistia, reforma del codi penal, supressió de la llei de perillositat social i de la llei de bandidatge i terrorisme o la depuració dels funcionaris de presons "feixistes". Es va organitzar per mitjà d'assemblees obertes i la seva proposta reivindicativa va ser recolzada d'una banda important dels presos de Carabanchel i per molts altres grups de presos en la resta de les presons espanyoles que van adoptar les seves sigles, la seva taula reivindicativa i tàctiques com les autolesions col·lectives o la pujada a les teulades de les presons per intentar fer-les efectives. La seva reivindicació principal va ser la que s'ampliés l'amnistia de la qual s'estaven beneficiant en aquestes dates els presos polítics als presos comuns, i aquí radicava el seu principal argument: que eren presos socials, producte, igual que els polítics d'una situació social i unes lleis injustes, les del franquisme.
El 18 de juliol de 1977, uns mil reclusos organitzats i animats per la COPEL, van prendre les teulades de la presó per fer visible la seva lluita i reivindicacions. Aquest mateix dia o en els dies següents diversos milers més de presos de més de vint presons de la resta de l'Estat van actuar de forma semblant. En 1978, el pres Agustin Rueda Sierra, un jove anarquista de 25 anys, membre de la COPEL, va morir a conseqüència de les pallisses que va rebre per part de funcionaris de presons per treure-li informació sobre un intent de fugida. Com a conseqüència d'aquest cas el director del centre penitenciari, Eduardo Cantos Rueda, fou destituït i processat. La sentència del cas es dictà el 1988.

## Desmantellament
Va deixar d'utilitzar-se en 1999. En aquella data, la presó albergava 2.000 homes i 500 dones (les preses van ser les últimes a abandonar la presó). Des de llavors va quedar abandonada. Part del recinte va ser destinat a comissaria de policia i centre d'internament d'immigrants, però la resta del solar (172.000 metres quadrats) va seguir ocupat per la presó. Els veïns de la zona van reclamar que al solar es construís un hospital i serveis socials per al barri. Un dels possibles usos que es va proposar per a l'edifici és el de centre de recuperació de la memòria històrica, tal com va proposar el CSIC el 7 de maig de 2008.
El 16 de juliol de 2008 el Ministeri de l'Interior i l'Ajuntament de Madrid van signar un acord pel qual en la superfície de la presó es construiran 650 pisos, un hospital, zones verdes i oficines de l'Estat. El 30% dels pisos seran de protecció pública, i del restant el 90% de la venda la hi embutxacarà i Estat i el 10% restant el consistori.
El pla compta amb l'oposició d'algunes de les associacions de veïns de Latina, Aluche i Carabanchel Alto, que reclamaven l'ús del terreny per a la construcció de serveis públics i sol·licitaven la paralització de l'enderrocament de l'antiga presó i la conservació dels elements més significatius de l'edifici. Associacions veïnals, organitzacions de defensa de la memòria històrica de la lluita antifranquista i persones de diversos àmbits socials i culturals van formar una plataforma per a la creació d'un Centre per a la Pau i la Memòria a l'antiga Presó de Carabachel.
Malgrat les protestes el 23 d'octubre de 2008 finalment es va iniciar l'enderrocament de tot el complex.

## Empresonats

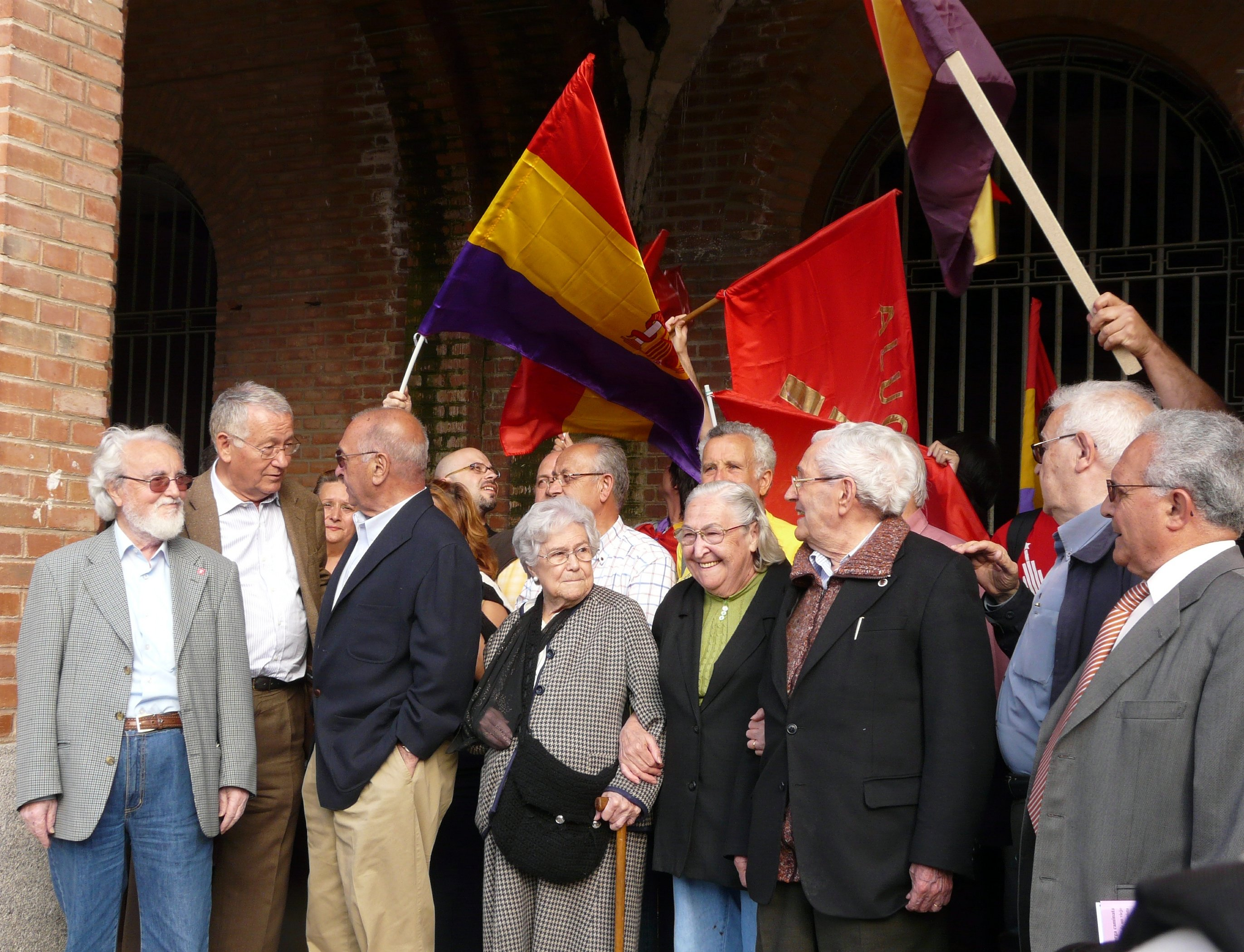
De dreta a esquerra, Marcelino Camacho, de perfil, la seva dona, Josefina Samper, la vídua de Simón Sánchez Montero, Carmen Rodríguez, del braç de Josefina Samper i Nicolás Redondo (de perfil, parlant amb Julián Ariza), en l'acte en el qual es va descobrir una placa a la presó de Carabanchel en record als presos polítics que van passar per la presó (22 de maig de 2008).

Durant molt temps, la presó de Carabanchel va ser l'única presó masculina de Madrid. A causa d'això, van passar per ella un gran nombre de presos. A part dels presos comuns, la presó va albergar nombrosos presos polítics i presos socials (homosexuals en la seva major part) durant la dictadura franquista. cal assenyalar Marcelino Camacho (líder de Comissions Obreres) i la resta de dirigents del sindicat empresonats en virtut del Procés 1001, Julián Ariza (dirigent del mateix sindicat), Nicolás Redondo (líder de la Unió General de Treballadors), Eduardo Saborido, Simón Sánchez Montero (dirigent comunista, que va passar a la presó un total de 25 anys), José María Ruiz Gallardón (opositor monàrquic al franquisme i pare de l'actual alcalde de Madrid Alberto Ruiz-Gallardón), Nicolás Sartorius, Ramón Tamames, Enrique Múgica i Enrique Curiel (militants comunistes), Miguel Boyer (militant socialista), Fernando Sánchez-Dragó, Miguel Gila, Fernando Savater, Fernando Arrabal, o l'anarquista britànic Stuart Christie.